# El Chijolar
El Chijolar är en ort i Mexiko.   Den ligger i kommunen Tamiahua och delstaten Veracruz, i den sydöstra delen av landet, 260 km nordost om huvudstaden Mexico City. El Chijolar ligger 86 meter över havet och antalet invånare är 221.
Terrängen runt El Chijolar är platt. Runt El Chijolar är det ganska glesbefolkat, med 36 invånare per kvadratkilometer. Närmaste större samhälle är Naranjos, 14,5 km nordväst om El Chijolar. Trakten runt El Chijolar består till största delen av jordbruksmark.